# Gabriel Gómez de Sandoval
Gabriel Gómez de Sandoval y Arratia (1635-1700) fue un capitán y sargento mayor del ejército real español nacido en Madrid que viajó y sirvió en el Nuevo Reino de Granada durante el siglo XVII.
Gómez de Sandoval encargó y concibió la construcción de la Capilla del Sagrario de la Catedral de Bogotá, hoy monumento nacional de Colombia y joya colonial de la ciudad. Era un español de mucha riqueza, conexiones y fama en la ciudad de Bogotá durante la época colonial.
La capilla fue construida entre 1660 y 1700 durante el reinado de Felipe IV de España. Es anterior a la Catedral Primada por más de 100 años, y Gómez de Sandoval supervisó todo el proyecto. Era un hombre supremamente rico y especialmente devoto del sacramento de la eucaristía, hizo un voto de hacerle un regalo a la ciudad y de construir un templo. Lo cumplió y murió poco después de su consagración en 1700.
La Capilla del Sagrario es un edificio independiente conectado a la Catedral de Bogotá. Está ubicado en la Plaza de Bolívar en La Candelaria.

## Biografía

Casa de Sandoval y Rojas escudo del ducado de Lerma

Era hijo de Juan González de Sandoval, Gobernador del Estado del Almirante de Castilla en el Reino de Sicilia, y Huésped del Infante Cardenal D. Fernando, además descendiente de la nobilísima Casa de Sandoval, y linaje de Pedro González de Lara, Gonzalo Salvadórez y Gómez González.
Su madre era María Gómez de Arratia, descendiente de nobleza de vizcaya y del linaje los Gómez de Guadalajara.
El sargento mayor Gómez de Sandoval, natural de la villa y corte de Madrid, hizo carrera en la capital del Nuevo Reino de Granada, donde comenzó a construir, en 1656, una capilla llamada del sagrario. Llegó a las Américas en 1650 ya viudo. La suntuosidad con que se construyó el edificio, fue posible gracias a una gran inversión económica, que provocó entusiastas elogios de conocidos y extraños. Gómez de Sandoval se convirtió así en un verdadero héroe dentro de la sociedad santafesina y en el Nuevo Reino.Durante el largo período de construcción, que se extendió por 40 años hasta 1700, Gómez de Sandoval se dedicó a buscar financiación para la obra, utilizando toda su fortuna, vendiendo joyas y pidiendo contribuciones a familiares y conocidos.
Se casó con la criolla María Josefa Cortés de Mesa y Maldonado, hermana del regidor, alcalde y caballero de la Orden de Santiago José de Mesa Cortés, familia descendiente de conquistadores y oficiales reales
Cuando falleció Gómez de Sandoval, en 1700 su hija mayor Úrsula Gómez de Sandoval y de Vergara Azcárate heredó el templo, estaba casada con el regente contador de la Real Hacienda con asiento en el tribunal de cuentas de Santafé Francisco de Vergara Azcárate Mayorga y Olmos de una familia noble y aristocrática de Santafe.
En la Cúpula de la Capilla del Sagrario, Bogotá, Colombia. En la parte superior de la cúpula se encuentran los escudo heráldicos y de armas de las familias de Gómez de Sandoval, Los Cortés de Mesa y los Vergara Azcárate, descendientes del Gómez de Sandoval, mayordomos de la capilla y cuidadores de ella hasta 1913 con un total de once mayordomos descendientes del constructor y patrono del monumento.
Allí se conserva una de las colecciones más representativas de la obra del pintor colonial santafesino Gregorio Vásquez de Arce y Ceballos, quien realizó una gran cantidad de obras para la ornamentación del templo. Realizó más de cincuenta cuadros para decorar la capilla (de los que se conservan treinta y seis), por encargo de Gómez de Sandoval. Entre ellos destacan: 
- Los Evangelistas; La Última Cena (con 25 figuras gigantes); Escenas bíblicas; Los esponsales místicos de Santa Catalina, etc.

El 15 de agosto de 1819 el ejército encabezado por el libertador Simón Bolívar fue recibido en la Capilla del Sagrario con el canto del Te Deum y una misa solemne en agradecimiento por la victoria en la Batalla de Boyacá.
|  |
|  |

|  |
|  |

|  |
|  |

|  |
|  |

|  |
|  |

|  |
|  |

|  |
|  |

|  |
|  |

## Bibiliografía
- La Capilla del Sagrario de Bogotá : homenaje a la memoria del Sargento Mayor D. Gabriel Gómez de Sandoval. Por Eladio Vergara. 1886.